# Strada delle 52 Gallerie
Die Strada delle 52 Gallerie, auch Strada della 1ª Armata oder Strada della Prima Armata, ist eine der bekanntesten und heute meistbesuchten italienischen Militärstraßen des Ersten Weltkrieges. Sie wurde erbaut, um die italienischen Stellungen auf dem Pasubio zu versorgen.

## Lage und Bau

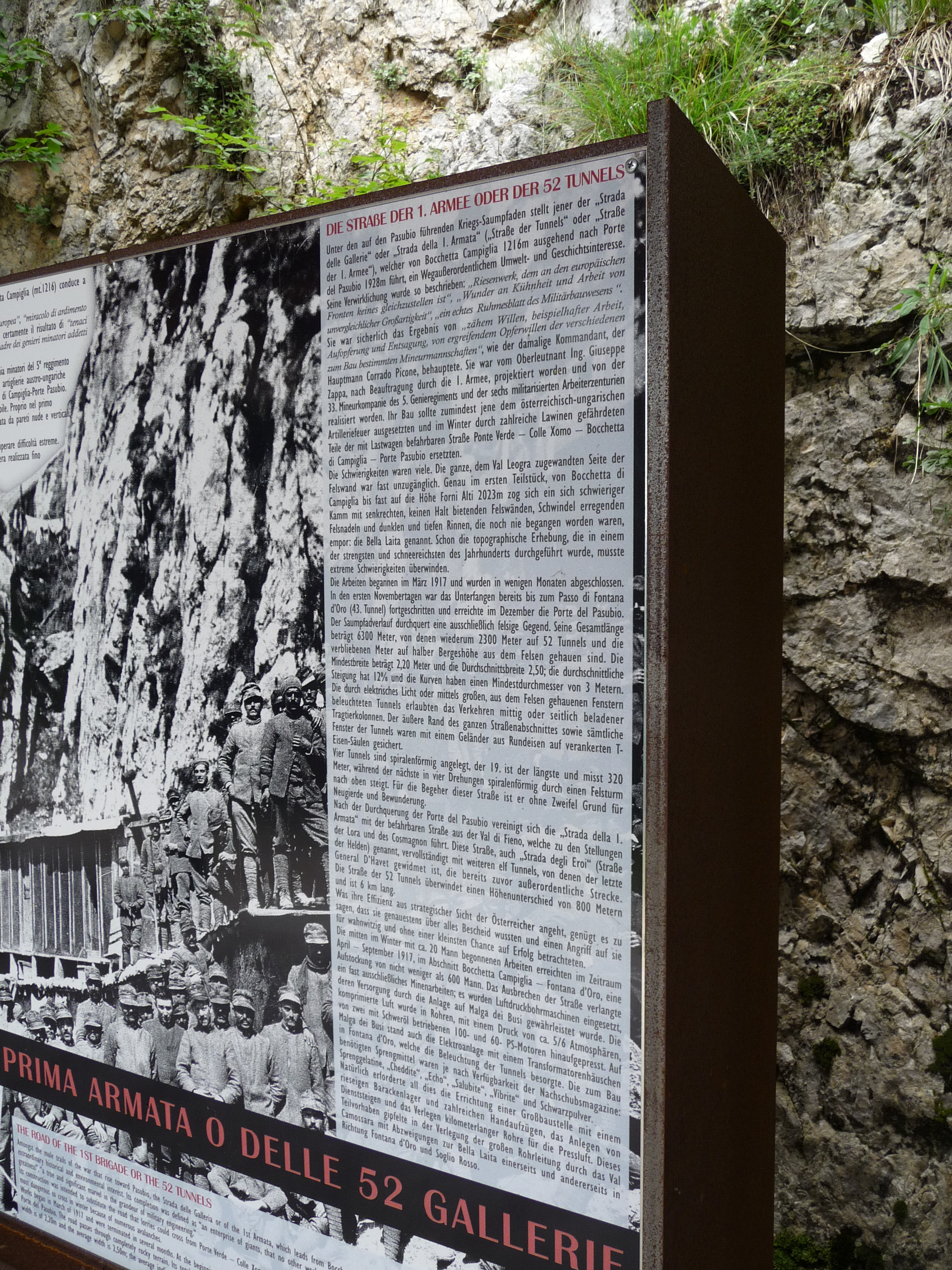
Informationstafel zur Strada della Prima Armata beim Bocchetta di Campiglia

Die Strada delle 52 Gallerie liegt rund 30 Kilometer östlich des Gardasees an der Grenze der Provinzen Vicenza und Trient. Sie beginnt an der Bocchetta di Campiglia ⊙ in 1216 Metern Höhe und führt zur Porte del Pasubio ⊙ auf 1928 m. Die „Straße“ weist eine Gesamtlänge von 6,3 km auf, von denen rund 2,3 km in den namensgebenden 52 Tunneln (ital. galleria) verlaufen. Die Steigung der Straße liegt bei bis zu 22 %, wobei eine durchschnittliche Steigung von 12 % bewältigt wird. Aufgrund der Nutzung von Tragtieren zur Versorgung der Stellungen und dem Transport von schwerem Gerät (beispielsweise Teilen von Artilleriegeschützen) wurde der Weg mit einer Mindestbreite von 2,2 m ausgelegt. In Kurven war ein Mindestmaß von 3 m vorgeschrieben. Für den Aufstieg auf das Plateau werden gut zweieinhalb Stunden benötigt.
Der Bau der Straße an dem Kalksteinmassiv begann im Februar 1917 an der Südseite des Gebirgsstockes Monte Forni Alti, um so vor der Artillerie der österreichischen Kaiserjäger im Norden geschützt zu sein. Andere Versorgungsstraßen wie die Strada degli Scarubbi waren durch den andauernden Beschuss zum Großteil nicht mehr nutzbar.
Die Planung erfolgte durch Oberleutnant Giuseppe Zappa. Die Ausführung wurde der 33. Mineurkompanie des 5. Genieregiments, welches zur 1. Armee gehörte, übertragen. Die eigentlichen Arbeiten wurden mit Unterstützung von bis zu sechs militarisierten Arbeiterzenturien (Zenturien 349, 523, 621, 630, 765 und 776) durchgeführt. So arbeiteten am Bau der Straße, der mit 20 Mann noch im Winter begonnen wurde, in Spitzenzeiten bis zu 600 Mann. Die Straße wurde im Dezember 1917 fertiggestellt.
Der Bau der Tunnel und der Straße erfolgte in erster Linie mit Druckluftbohrmaschinen und durch Sprengungen. Für die Druckluftbohrmaschinen wurden kilometerlange Rohre verlegt, die von zwei 100 und 60 PS starken Kompressoren mit Luft versorgt wurden.

## Besonderheiten
Der längste Tunnel, der 19. Tunnel, ist 318 m lang. Der beeindruckendste Tunnel ist aber der 20. Tunnel, der in das Massiv hineinführt, sich wie ein Korkenzieher aufwärts durch den Fels windet und erst vier Windungen später wieder in einer Felsnadel nach draußen führt.
In zahlreichen Tunneln wurden während des Baus eine Nische eingebaut, in der zwei Kisten mit Sprenggelatine Platz gefunden hätten. Mit dieser Sprenggelatine sollten die Tunnel im Falle des Rückzuges gesprengt und damit für den nachrückenden Feind unbrauchbar gemacht werden.
An der Stollendecke des 12. Tunnels befinden sich in der Nähe eines Stollenfensters elf fossile Fußabdrücke verschiedener Dinosaurier aus dem Norium im Obertrias. Die zum Teil nur für geübte Augen erkennbaren Abdrücke stammen von Sauropodomorpha und Theropoden unterschiedlicher Größe. Weitere Dinosaurierspuren wurden am Pasubio westlich der Cima Palon und in einem österreichisch-ungarischen Kriegsstollen am Monte Buso gefunden.

## Trivia
- Die Strada delle 52 Gallerie endet am Rifugio Generale Achille Papa, einer Berghütte des Club Alpino Italiano (CAI), die nur im Sommer bewirtschaftet wird. Sie ist nach einem italienischen General benannt.
- Parallel oberhalb der Strada verläuft der Klettersteig Gaetano Falcipieri. Auf ihm erreicht man in rund fünf Stunden ebenfalls das Rifugio Generale A. Papa.
- Der Europäische Fernwanderweg E5 führt ebenfalls über die Strada della Prima Armata und fällt in diesem Abschnitt mit dem Friedensweg (sentiero della pace) zusammen, der an den Stellungskrieg in den Alpen zwischen Österreich und Italien erinnern soll.
- Die Straße und der Pasubio sind durch die Nähe zum Gardasee, der Städte Vicenza und Venedig ein beliebtes Ausflugsziel, und daher gerade an den Sommerwochenenden stark frequentiert.
- Bei Mountain-Bikern war die Strada eine sehr populäre Abfahrt. Nach mehreren schweren Unfällen und einem tödlichen Absturz wurde die Straße für Fahrradfahrer gesperrt und das Befahren mit einem hohen Bußgeld belegt.[2]
- Durch die Länge der Tunnel, die entsprechende Feuchtigkeit durch häufigen Nebel und die Tatsache, dass das Gestein am Boden der Tunnel durch die häufige Nutzung entsprechend glatt sind, ist die Verwendung von festem Schuhwerk und die Mitnahme einer Taschen- oder Stirnlampe erforderlich.

## Tunnel
| Nr. | Name            | Länge    | Foto |
| --- | --------------- | -------- | ---- |
| 1   | Cap. Zappa      | 17 Meter |      |
| 2   | Gen. D’Havet    | 65 Meter |      |
| 3   | Rovereto        | 14 Meter |      |
| 4   | Battisti        | 31 Meter |      |
| 5   | Oberdan         | 10 Meter |      |
| 6   | Trieste         | 17 Meter |      |
| 7   | Gen. Cascino    | 35 Meter |      |
| 8   | Gen. Cantore    | 23 Meter |      |
| 9   | Gen. Zoppi      | 78 Meter |      |
| 10  | Sauro           | 12 Meter |      |
| 11  | Magg. Randaccio | 28 Meter |      |
| 12  | Cap. Motti      | 95 Meter |      |
| 13  | Cap. Filzi      | 27 Meter |      |
| 14  | Cap. Melchiori  | 61 Meter |      |

| Nr. | Name            | Länge     | Foto |
| --- | --------------- | --------- | ---- |
| 15  | Tortona         | 45 Meter  |      |
| 16  | Reggio Calabria | 74 Meter  |      |
| 17  | Bergamo         | 52 Meter  |      |
| 18  | Parma           | 46 Meter  |      |
| 19  | Re              | 318 Meter |      |
| 20  | Gen. Cadorna    | 86 Meter  |      |
| 21  | Gen. Porro      | 20 Meter  |      |
| 22  | Breganze        | 8 Meter   |      |
| 23  | Gen. Capello    | 18 Meter  |      |
| 24  | Bologna         | 16 Meter  |      |
| 25  | Aquila          | 11 Meter  |      |
| 26  | Napoli          | 24 Meter  |      |
| 27  | Cap. Picone     | 98 Meter  |      |
| 28  | Genova          | 14 Meter  |      |
| 29  | Spezia          | 31 Meter  |      |
| 30  | Miss            | 10 Meter  |      |
| 31  | Gen. Papa       | 72 Meter  |      |
| 32  | Palazzolo       | 48 Meter  |      |
| 33  | 33ª minatori    | 57 Meter  |      |

| Nr. | Name                   | Länge     | Foto |
| --- | ---------------------- | --------- | ---- |
| 34  | Gen. Giustetti         | 132 Meter |      |
| 35  | Trani                  | 10 Meter  |      |
| 36  | Gen. Garibaldi         | 12 Meter  |      |
| 37  | Balilla                | 26 Meter  |      |
| 38  | Torino                 | 29 Meter  |      |
| 39  | Mantova                | 53 Meter  |      |
| 40  | Trento                 | 10 Meter  |      |
| 41  | 26ª minatori           | 24 Meter  |      |
| 42  | Macerata               | 19 Meter  |      |
| 43  | Polesine               | 55 Meter  |      |
| 44  | Zappatori Liguria      | 22 Meter  |      |
| 45  | Plotone 25ª minatori   | 83 Meter  |      |
| 46  | Piceno                 | 65 Meter  |      |
| 47  | Pallanza               | 22 Meter  |      |
| 48  | Cesena                 | 14 Meter  |      |
| 49  | Soldato italiano       | 19 Meter  |      |
| 50  | Cav. Vittorio Veneto   | 27 Meter  |      |
| 51  | Plotone minatori sardo | 66 Meter  |      |
| 52  | Sardegna               | 86 Meter  |      |

## Bildergalerie

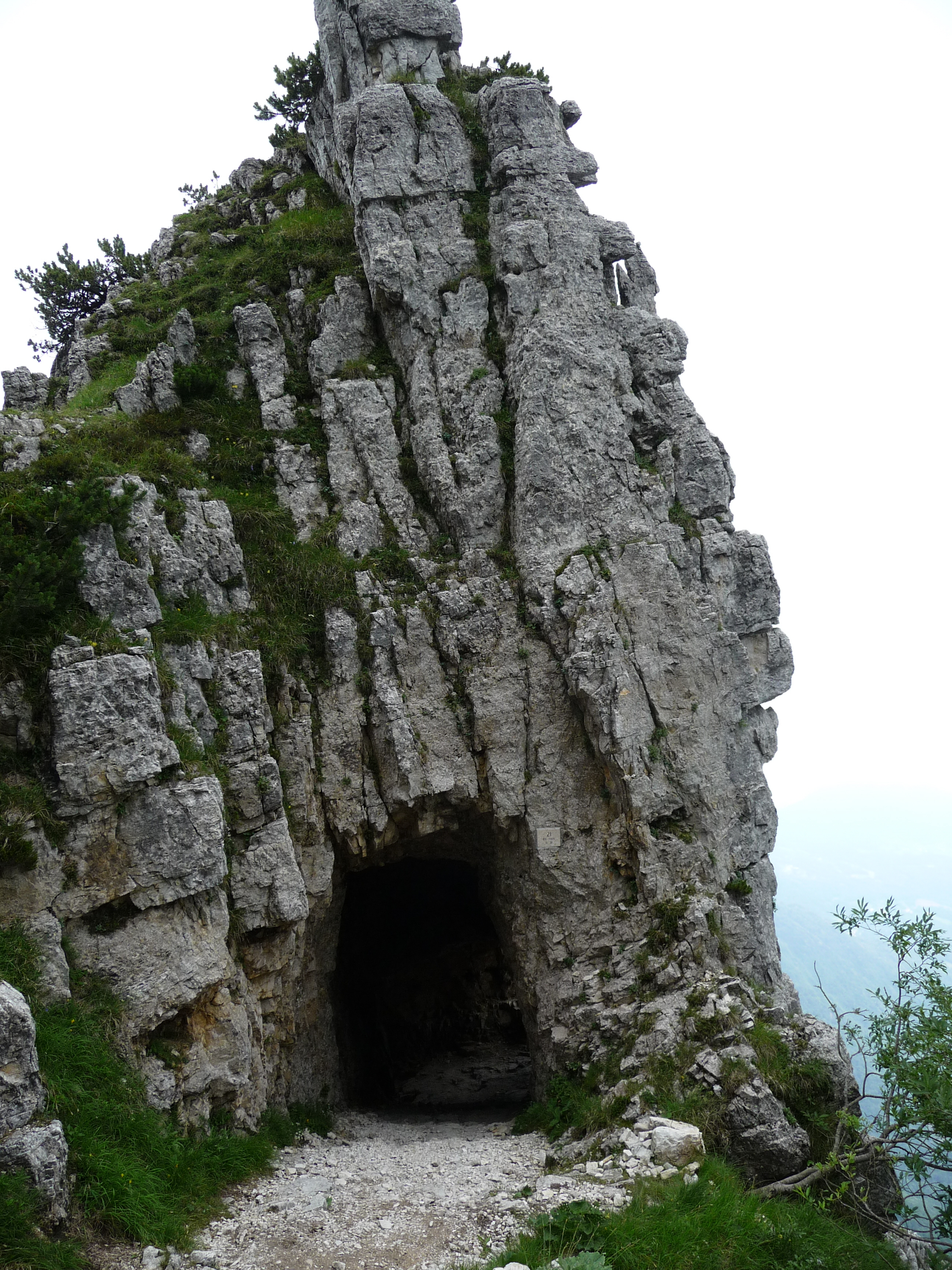
Ausgang des „Korkenziehertunnels“ (Tunnel 20)
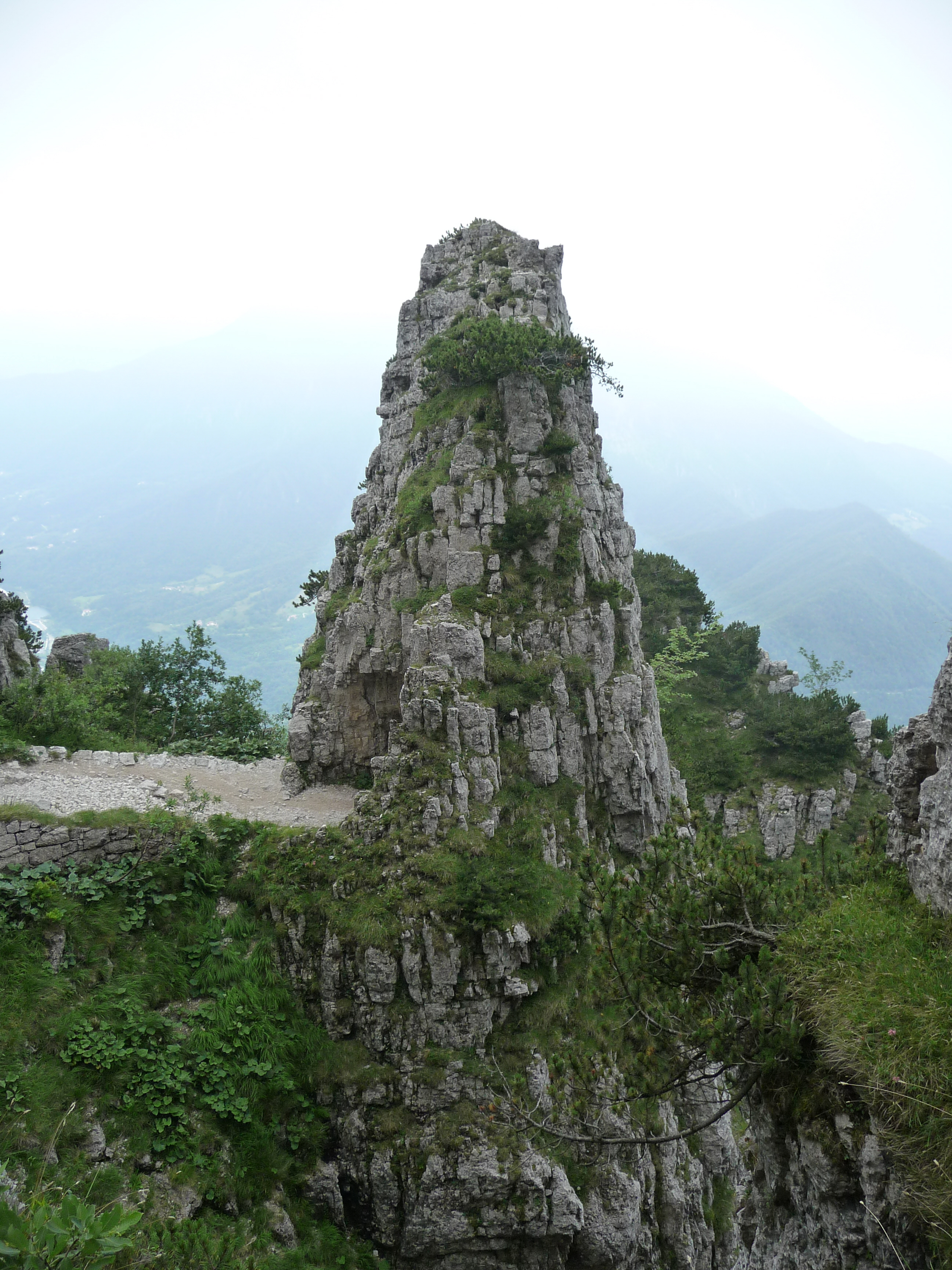
Ausgang des „Korkenziehertunnels“ in einer Felsnadel
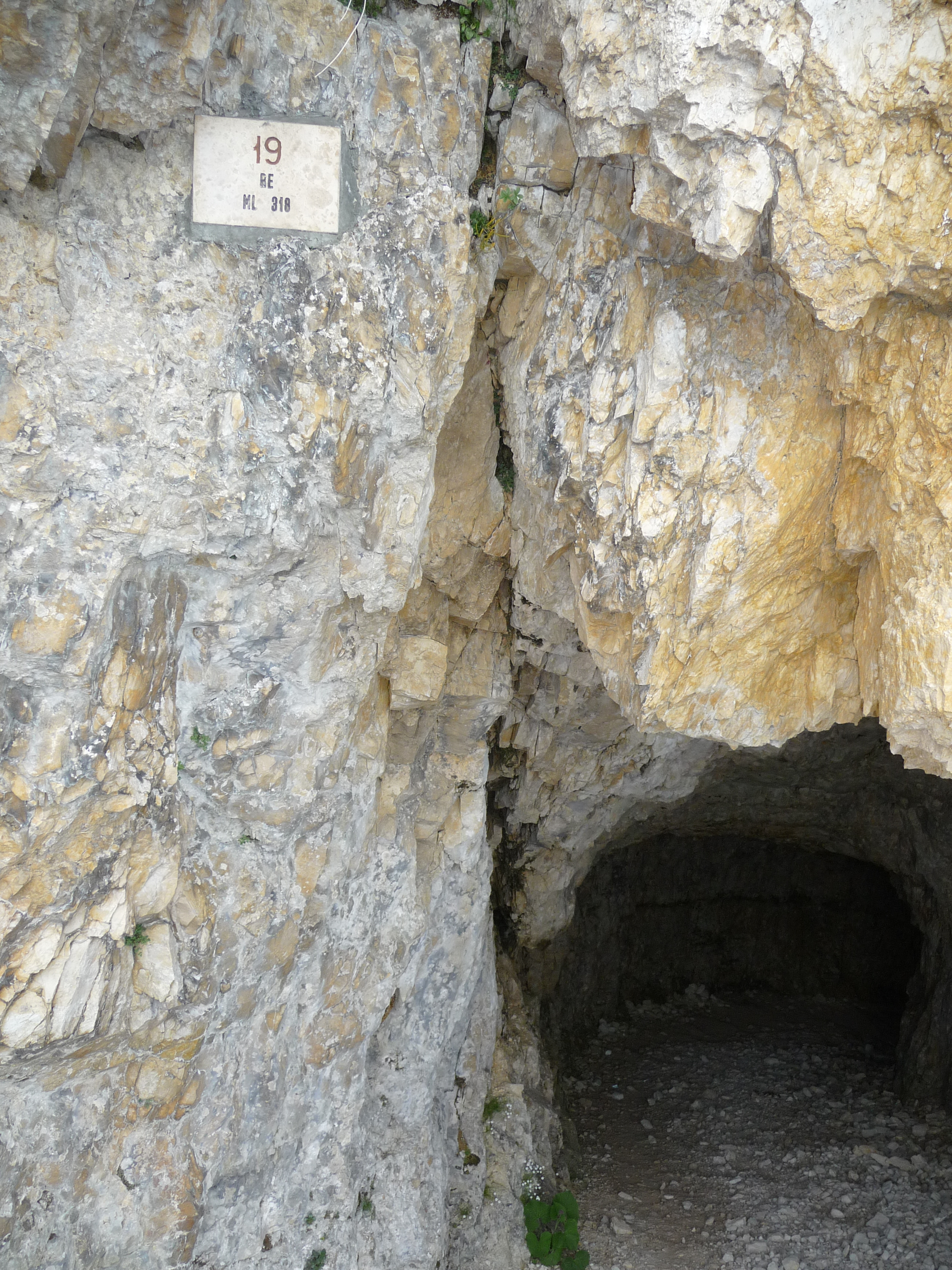
Eingangsschild des 19. und längsten Tunnels
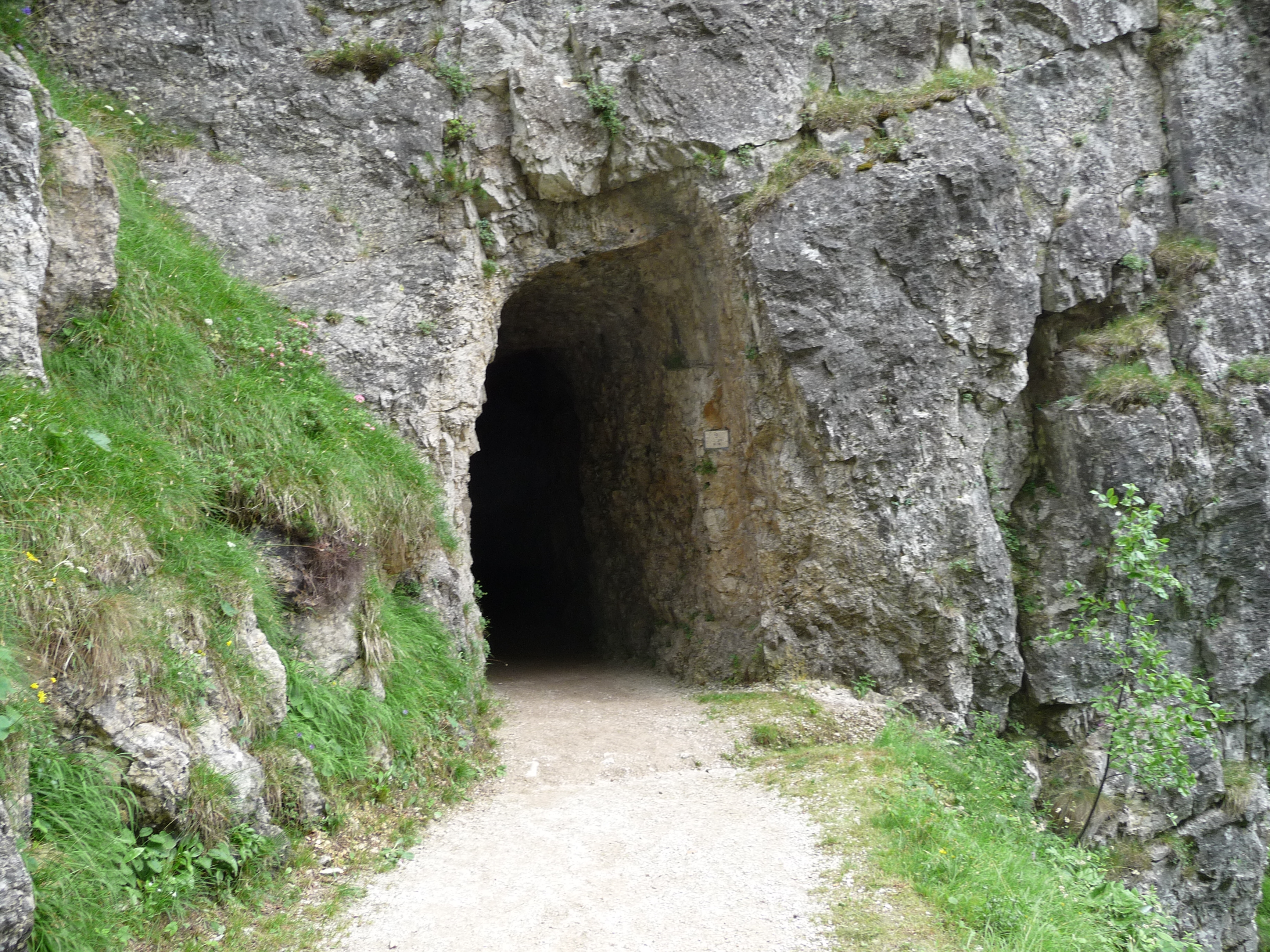
Ausgang des Tunnels 9
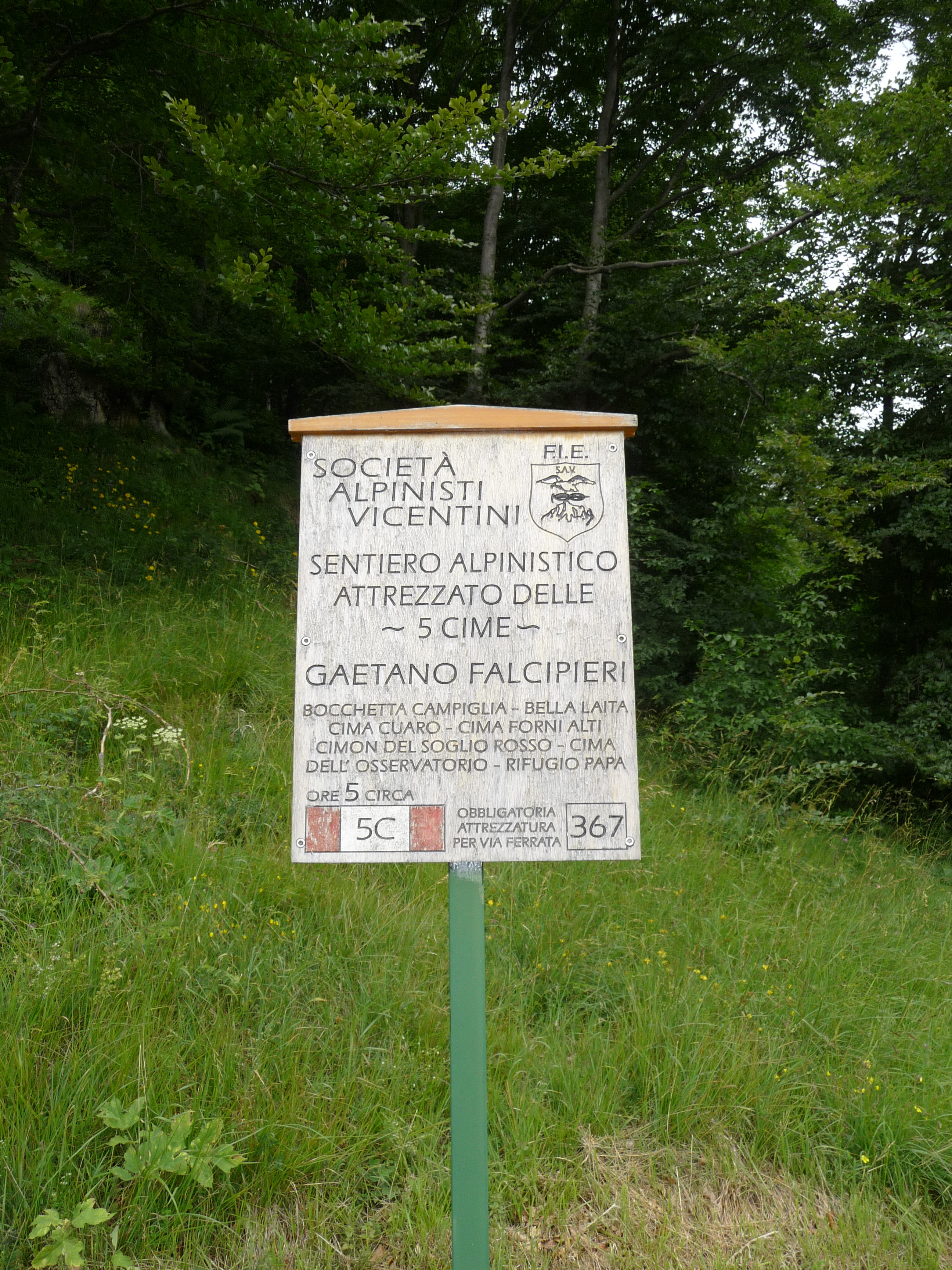
Wegweiser zum Klettersteig Gaetano Falcipieri oberhalb der Strada della 52 Gallerie